# Сейонна
Сейонна́ (фр. Seillonnaz) — коммуна во Франции, находится в регионе Рона — Альпы. Департамент — Эн. Входит в состав кантона Люи. Округ коммуны — Белле.
Код INSEE коммуны — 01400.

## География
Коммуна расположена приблизительно в 420 км к юго-востоку от Парижа, в 55 км восточнее Лиона, в 50 км к юго-востоку от Бурк-ан-Бреса.
По юге коммуны протекает река Брив (фр. Brive). Около половины площади коммуны занимают леса.

## Климат
Климат полуконтинентальный с холодной зимой и тёплым летом. Дожди бывают нечасто, в основном летом.

## Население
Население коммуны на 2010 год составляло 138 человек.
| 1962 | 1968 | 1975 | 1982 | 1990 | 1999 | 2010 |
| ---- | ---- | ---- | ---- | ---- | ---- | ---- |
| 143  | 123  | 108  | 120  | 120  | 123  | 138  |

## Администрация
| Период | Период | Фамилия         | Партия | Примечания |
| ------ | ------ | --------------- | ------ | ---------- |
| 1995   | 2008   | Жозетта Пайе    |        |            |
| 2008   | 2014   | Фредерик Борель |        |            |

## Экономика
В 2010 году среди 86 человек трудоспособного возраста (15—64 лет) 70 были экономически активными, 16 — неактивными (показатель активности — 81,4 %, в 1999 году было 79,2 %). Из 70 активных жителей работали 65 человек (35 мужчин и 30 женщин), безработных было 5 (3 мужчин и 2 женщины). Среди 16 неактивных 4 человека были учениками или студентами, 7 — пенсионерами, 5 были неактивными по другим причинам.

## Достопримечательности
- Замок Серра[фр.] (XIII век). Исторический памятник с 1978 года.[4]

## Фотогалерея

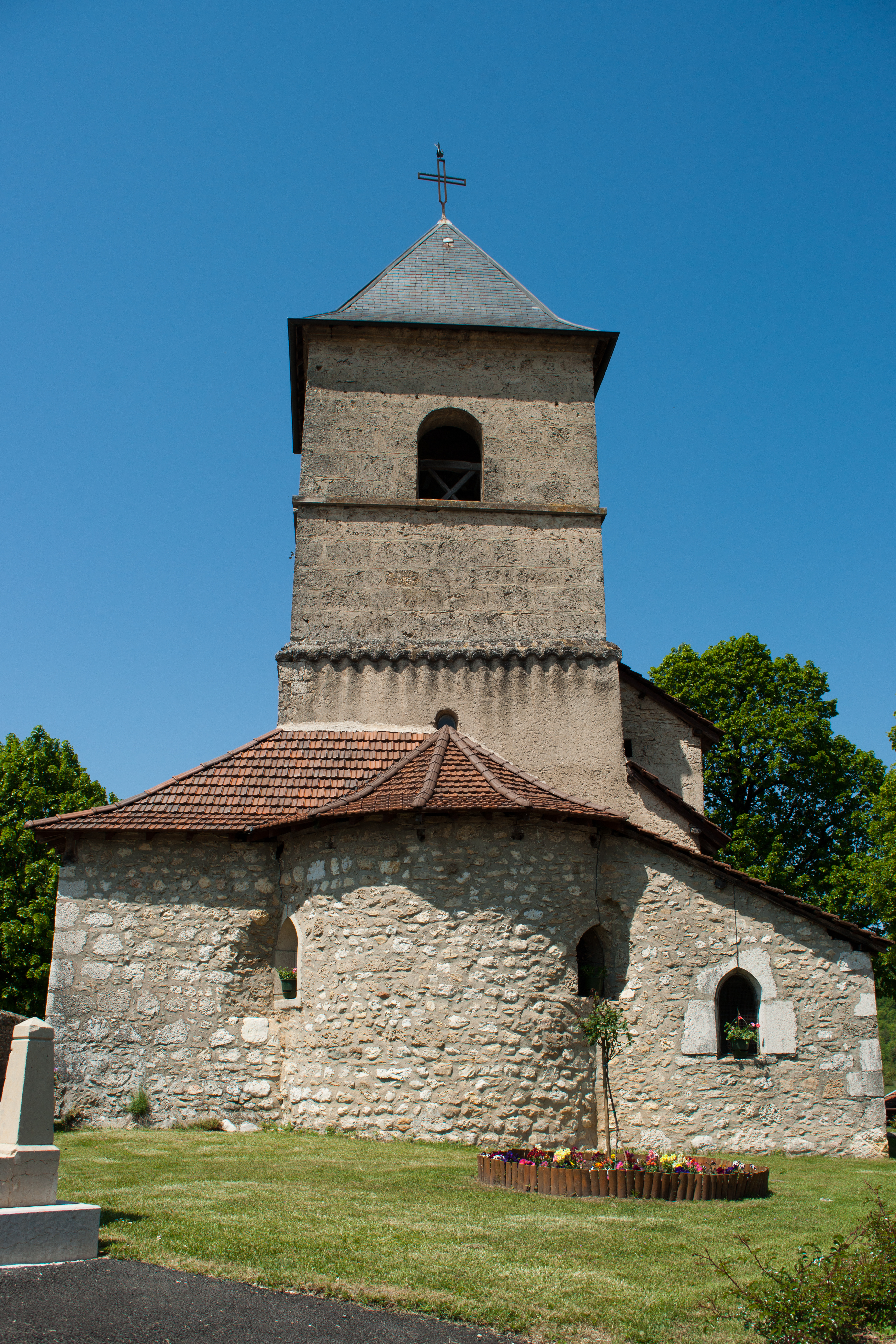
Церковь
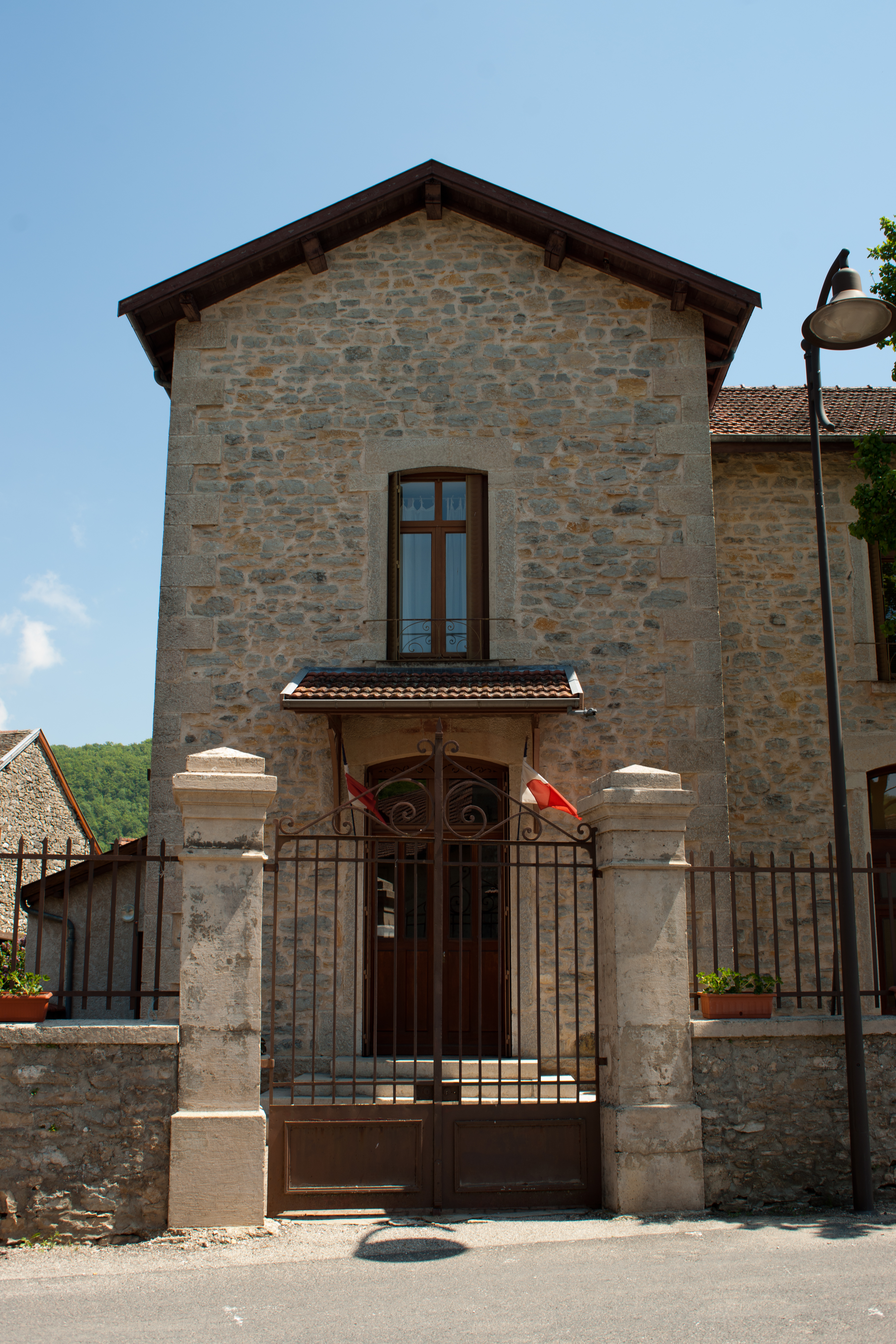
Мэрия
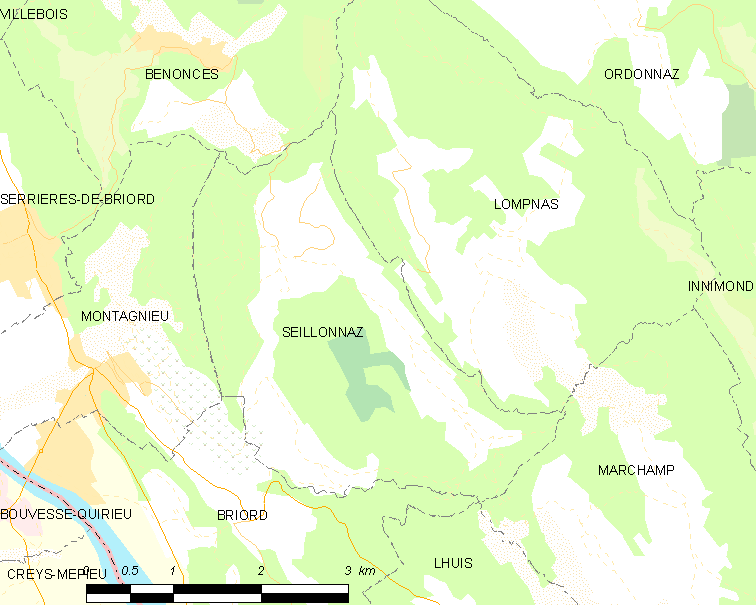
Карта коммуны